# セントジェネビーブ郡 (ミズーリ州)
セントジェネビーブ郡（英: Ste. Genevieve County）は、アメリカ合衆国ミズーリ州の東部に位置する郡である。2010年国勢調査での人口は18,145人であり、2000年の17,842人から1.7％増加した。郡庁所在地はセントジェネビーブ市（人口4,410人）であり、同郡で人口最大の都市でもある。セントジェネビーブ郡は1812年10月1日に設立され、郡名はスペイン領だったときの地区名を踏襲した。聖ジュヌビエーブはパリ市の守護聖人である。ミシシッピ川より西では最初期のヨーロッパ人開拓地があり、フランス領ミシシッピ川中流域の集落の一部だった。

## 歴史
セントジェネビーブ郡はミシシッピ川の西岸にあり、セントルイス市から南約60マイル (100 km) に位置している。セントジェネビーブ市は郡の主要都市かつ郡庁所在地であり、人口は5,000人ほどを抱えている。セントジェネビーブ市はミズーリ州で最初の恒久的開拓地だった。設立の正確な日付は他の多くの日付と同様に家系図に結び付けられている。その採用する史料によって正確な年については意見の相違がある。グッドスピードの南東ミズーリの歴史、さらには初期開拓者の子孫の多くに拠れば、1735年という年が最も一般に受け容れられているものである。カール・J・エックバーグ博士はその著書「セントジェネビーブ植民地」で、初期の文書、地図、カトリック教会の文書に基づき、セントジェネビーブ市の設立年は1750年に近いという意見である。いずれの年が正しいにしろ、セントジェネビーブ市は約250年を超える歴史がある。
セントジェネビーブの村は当初イリノイ・カントリーに含まれていた。これはフランスが領有を主張したオハイオ川の河口から、北の五大湖、ミシシッピ川、ミズーリ川、オハイオ川の流域の土地であると一般に認められている。その首都はニューオーリンズとされ、現在のミズーリ州はアッパー・ルイジアナに含まれていた。フランス人初期探検家や開拓者は18世紀初期にはセントジェネビーブ地域に入っていたことが分かっている。
```
当時、食料の保存や動物の皮のなめしには塩が重要であり、フランス人初期開拓者は直ぐにセントジュネビーブ下流のセイリーン・クリークで塩の泉を開発した。探検家のルノーやラモットが地域の鉱物資源を探索し、近くの
マディソン郡
にある最も初期の
鉛
鉱山はラモットと名付けられた。
```

セントジェネビーブの町を設立した最も大きな要因はおそらく農業だった。ミシシッピ川の対岸のド・シャルトル砦やカスカスキア砦では、殖民のために農業用地の必要性が高くなっていた。カスカスキア砦の対岸は「グランドチャンプ」あるいはビッグフィールドと呼ばれる川床の非常に肥沃なところだった。セントジェネビーブの「オールドタウン」は元々ここにあった。現在のセントジェネビーブ市からは南に約3マイル (5 km) に位置している。セントジェネビーブの村は当初、ミシシッピ川東岸にあったフランス人の町であるカホキア、カスカスキア、シャルトル、プレーリー・デュ・ロシェ、セントフィリップから分かれたものだった。川床の肥沃な農業用地が、フランス人開拓者をセントジェネビーブに惹きつけた大きな要因だった。セントジェネビーブの民間と法的な事業の全ては、最初の指揮者フィリップ・ド・ロシェブレイブがセントジェネビーブに入った1766年頃までカスカスキアで営まれていたものだった。
現在セントジェネビーブの町がある場所は1785年の破壊的な洪水の後で、川床から高所に移されたものである。1825年10月にジュリアン・ラブリーレが宣誓した供述書に拠れば、「ふるい村には50から60の小屋があった。その古い村は家の頂点まで水に浸かった。水は多くの場所で12ないし15フィート (3.6 - 4.5 m) の深さになった」とされている。ミシシッピ川は自然の障害だったが、その行き来は多く、日常のことだった。セントジェネビーブで最初の渡し舟は1800年頃に始められた。
ミズーリ州の開拓が始まったとき、オーセージ川とミシシッピ川の間ではオーセージ族が唯一の居住するインディアンだった1787年頃、1762年にフランスから領土を獲得したスペイン政府がショーニー族とデラウェア族のバンドを連れてきた。彼らはフランス人に友好的であり、オーセージ族から開拓者を守ることも援けた。フランス人がセントジェネビーブを設立し、入植した後、1788年頃には最初のアメリカ人開拓者が地域に現れ、ケープジラードやニューマドリードから上流に入っていった。1794年頃からは、ペンシルベニア州、バージニア州、ケンタッキー州、テネシー州からアメリカ人開拓者がセントジェネビーブ地区に入ってきた。1840年からは、ドイツ人カトリック教徒がニューオッフェンバーグやゼルに入るようになり、それから間もなくドイツ人ルーテル教会員がペリー郡からセントジェネビーブに入ってきた。
1800年、フランスはスペインからルイジアナを取り戻し、1803年、ナポレオン・ボナパルトはそこをアメリカ合衆国に売却した。アメリカ合衆国の役人が1804年に移管を受け、セントジェネビーブ郡は1812年いミズーリ州最初の郡として設立された。そこは昔のスペイン領セントジェネビーブ地区だった。東はミシシッピ川、北はジェファーソン郡、西はセントフランソア郡、南はペリー郡と接していた。

## 地理
アメリカ合衆国国勢調査局に拠れば、郡域全面積は509平方マイル (1,318 km2)であり、このうち陸地502平方マイル (1,301 km2)、水域は7平方マイル (17 km2)で水域率は1.29％である。

### 主要高規格道路
- 州間高速道路55号線
- アメリカ国道61号線
- ミズーリ州道32号線

### 隣接する郡
- ジェファーソン郡 - 北西
- モンロー郡 (イリノイ州) - 北東
- ランドルフ郡 (イリノイ州) - 東
- ペリー郡 - 南東
- セントフランソア郡 - 南西

### 国立保護地域
- マーク・トウェイン国立の森（部分）

## 人口動態
以下は2000年の国勢調査による人口統計データである。
| 基礎データ - 人口: 17,842人 - 世帯数: 6,586 世帯 - 家族数: 4,926 家族 - 人口密度: 14人/km2（36人/mi2） - 住居数: 8,018軒 - 住居密度: 6軒/km2（16軒/mi2） 人種別人口構成 - 白人: 98.03% - アフリカン・アメリカン: 0.72% - ネイティブ・アメリカン: 0.30% - アジア人: 0.16% - その他の人種: 0.13% - 混血: 0.66% - ヒスパニック・ラテン系: 0.74% 年齢別人口構成 - 18歳未満: 26.6% - 18-24歳: 7.6% - 25-44歳: 27.9% - 45-64歳: 23.3% - 65歳以上: 14.5% - 年齢の中央値: 38歳 - 性比（女性100人あたり男性の人口） - 総人口: 101.2 - 18歳以上: 100.5 | 世帯と家族（対世帯数） - 18歳未満の子供がいる: 35.1% - 結婚・同居している夫婦: 63.6% - 未婚・離婚・死別女性が世帯主: 7.6% - 非家族世帯: 25.2% - 単身世帯: 21.8% - 65歳以上の老人1人暮らし: 10.4% - 平均構成人数 - 世帯: 2.66人 - 家族: 3.09人 収入と家計 - 収入の中央値 - 世帯: 48,764米ドル - 家族: 56,170米ドル - 性別 - 男性: 33,6091米ドル - 女性: 18,875米ドル - 人口1人あたり収入:20,876米ドル - 貧困線以下 - 対人口: 8.2% - 対家族数:6.0% - 18歳未満: 11.3% - 65歳以上: 7.9% |

## 教育
セントジェネビーブ郡の25歳以上の住民のうち、73.8％は高校卒以上の学歴を持ち、8.1％は学士以上の学位を持っている。

## 都市と町
| - ブルームズデール - クリアウォーター - コフマン | - ニューオッフェンバーグ - リバーオーベイシズ - ロッキーリッジ | - セントメアリー - セントジェネビーブ - 郡庁所在地 - ワインガーテン | - ウォマック |

## 政治

### 地方
セントジェネビーブ郡の地方レベルでは民主党が完全に政治を支配しており、郡の選挙で選ばれる役職を独占している。

#### 国政
大統領選挙のレベルでは、州内の他の田園部郡とは異なり、最も民主党支持の郡の1つである。2000年と2004年の大統領選挙では、ジョージ・W・ブッシュがセントジェネビーブ郡で勝てなかった。州内でジョン・ケリーに勝たせたのは114郡のうち4郡しかなく、その1つになった。2008年の選挙では、やはり州内の田園部にある郡と異なり、バラク・オバマがジョン・マケインに勝利した。オバマは選んだのは州内で9郡しかなかった。大統領選挙で最後に共和党候補がセントジェネビーブ郡を制したのは1984年のロナルド・レーガンになっている。
セントジェネビーブ郡は田園部郡と同様、社会的にまた文化的に保守的であるが、経済問題についてはディキシークラットに典型的な中道あるいは人民主義的傾向もある。2004年の州民投票では、結婚を男と女の結合として定義する州憲法改正案をセントジェネビーブ郡は75.25％という圧倒的多数で賛成した。州全体でも71％の賛成で可決し、ミズーリ州は同性結婚を禁止する最初の州になった。2006年の州民投票では、胚性幹細胞の研究を予算化し、合法化する憲法改正案が掛けられたが、セントジェネビーブ郡では56.22％が反対した。州全体では51%の賛成と辛うじて改正が成立し、胚性幹細胞の研究を最初に認めた州の1つになった。郡民は伝統的に社会問題に保守的であるが、最低賃金の増加のような人民主義的施策は支持する傾向にある。やはり2006年の州民投票で最低賃金を時間あたり6.50ドルに増やす命題については、セントジェネビーブ郡では79.26％が支持した。この命題は州内のどの郡でも支持され、75.94％が賛成した。

#### 2008年大統領予備選挙
2008年の大統領予備選挙で、セントジェネビーブ郡は二大政党の候補者をどちらも州全体と全国で二位に終わった者を選んだ。民主党の予備選挙ではヒラリー・クリントンが1位となり、さらに共和党予備選挙で投じられた総票数よりも多かった。